# Mihael I. Rangabe
Mihael I. Rangabe (grčki: Μιχαήλ Α΄ Ραγγαβέ, Mihail o Protos Rangabé), (umro 11. siječnja 844.) bio je bizantski car (811. – 813.) koji je Aachenskim mirom priznao franačko Rimsko Carstvo.
Mihajlo je bio sin patricija Teofilakta Rangabea, admirala Egejske flote. Oženio se Prokopijom, kćeri Nikefora Logoteta. Pošto mu je tast 802. postao car Nikefor I., Mihajlo je imenovan kuropalatom. Poslije pobjeda u ratu koji mu je nametnuo bugarski kan Krum, Nikefor je 811. upao u bugarsku zasjedu i poginuo, a nasljednik Staurakije je teško ranjen i paraliziran. 
Prokopija nije uspjela nagovoriti cara Staurakija da imenuje Mihajla nasljednikom, pa je ikonodulsko crkveno vodstvo natjeralo cara da abdicira u Mihajlovu korist 2. listopada 811.
Mihajlo I. se iskazao kao pobožan i pomirljiv vladar, po tvrdnjama svog kroničara Teofana Ispovjednika. Odustao je od dijela poreza koje je uveo Nikefor, izdašno je financirao vojsku i državnu upravu, a i Crkvu. Progonio je ikonoklaste, naveo je patrijarha Nikefora da ustukne u sporu protiv Teodora, igumana samostana Studios. 
Odmah po stupanju na prijestolje Mihajlo je obnovio pregovore s Francima. Za razliku od cara Nikefora, koji je 803. potpisao mir ne priznavši Karlu carski naslov, Mihajlo je 12. siječnja 812. sklopio Aachenski mir i njime priznao da je i supotpisnik Karlo Veliki "basileos", dakle car Franaka. Za uzvrat je Karlo priznao Bizantu suverenost nad Mlecima, Istrom, Dalmacijom (otocima, te Zadrom, Trogirom, Splitom, Dubrovnikom i Kotorom na kopnu) i južnom Italijom.
Mihajlo je odbio Krumove uvjete za mir s Bugarima. U nastavku ratovanja, nakon početnih uspjeha, bizantska vojska je u Trakiji blizu Hadrianopolisa bila natjerana u bijeg u lipnju 813. Da bi preduhitrio već zasnovanu urotu, Mihajlo je abdicirao, pa ga je naslijedio vođa urote general Leon V. Armenac. Mihajlo se zamonašio pod imenom Atanazije. Novi car je dao uškopiti i zamonašiti sve Mihajlove sinove, od kojih je Ignacije (krsnim imenom Niketa) kasnije postao carigradski patrijarh. Monah Atanasije umro je prirodnom smrću 11. siječnja 844.
| Prethodnik:       | Bizantski carevi | Nasljednik:                   |
| Staurakije (811.) | Bizantski carevi | Leon V. Armenac (813. – 820.) |